# Pseudospiropes arecacensis
Pseudospiropes arecacensis är en svampart som beskrevs av J. Fröhl., K.D. Hyde & D.I. Guest 1997. Pseudospiropes arecacensis ingår i släktet Pseudospiropes och familjen Helotiaceae.   Inga underarter finns listade i Catalogue of Life.